# Гой
Гой (івр. גוי) — в сучасних івриті та їдиш — позначення неєврея (не-юдея в юдаїзмі, зустрічається в повсякденній мові в значенні «іновірець»).

## Історія слова

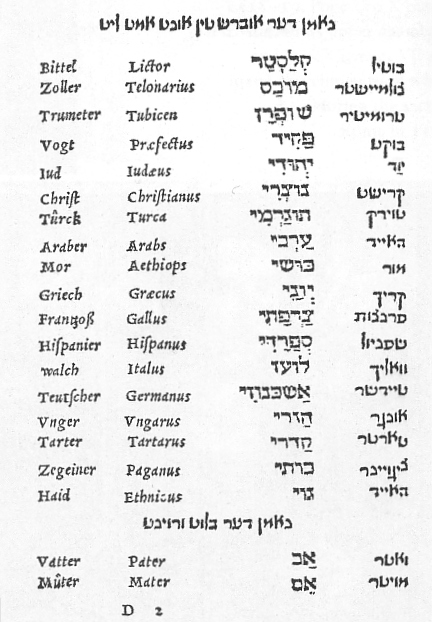
Сторінка із чотиримовного словника XVI століття зі списком народів. Староєврейському слову «гой» (גוי) відповідає латинське Ethnicus

«Гой» в перекладі з івриту означає «народ» (множина «Гоїм», «народи»). В Торі зустрічаються вживання цього слова для позначення єврейського народу (гой гадоль, (гой гадоль, івр. גוי גדול — «великий народ»). Але набагато частіше це слово вказує на інші народи (перше зафіксоване вживання в такому значенні — Бут. 10:1). Слово «гой», уживане в цьому контексті, не має зневажливого значення. Розмежування між євреями й неєвреями важливо в юдаїзмі, тому що ортодоксальний релігійний закон установлює суворі правила, що регулюють відносини юдеїв із представниками інших народів. Наприклад, юдаїзм вимагає, щоб євреї одружувалися тільки з тими, хто належать до юдейської релігії.
У Середні Віки (епоха галута) в євреїв-ашкеназі слово «гой» набуло негативного відтінку: воно застосовувалося насамперед щодо християн. Аналогом може послужити вживання в ту ж епоху слів «язичник» (українською), «нехрист», «бусурман» тощо. У цю епоху талмудичним юдаїзмом були сформульовані тверді заборони на близькі контакти із гоями або навіть доброзичливе ставлення до них.

## Сучасне вживання
У наш час слово «гой» в багатьох мовах позначає неєврея. Найближчі аналоги — японське «ґайджін», циганське «гажо» (нециган), тюркське «гяур» та арабське «кафір» (невіруючий). Презирливе позначення неєврейки — «шиксе», неєврея — «шейгец».